# (9980) 1995 BQ3
A (9980) 1995 BQ3 a Naprendszer kisbolygóövében található aszteroida. Kobajasi Takao fedezte fel 1995. január 31-én.